# Liste der größten Flughäfen in Europa

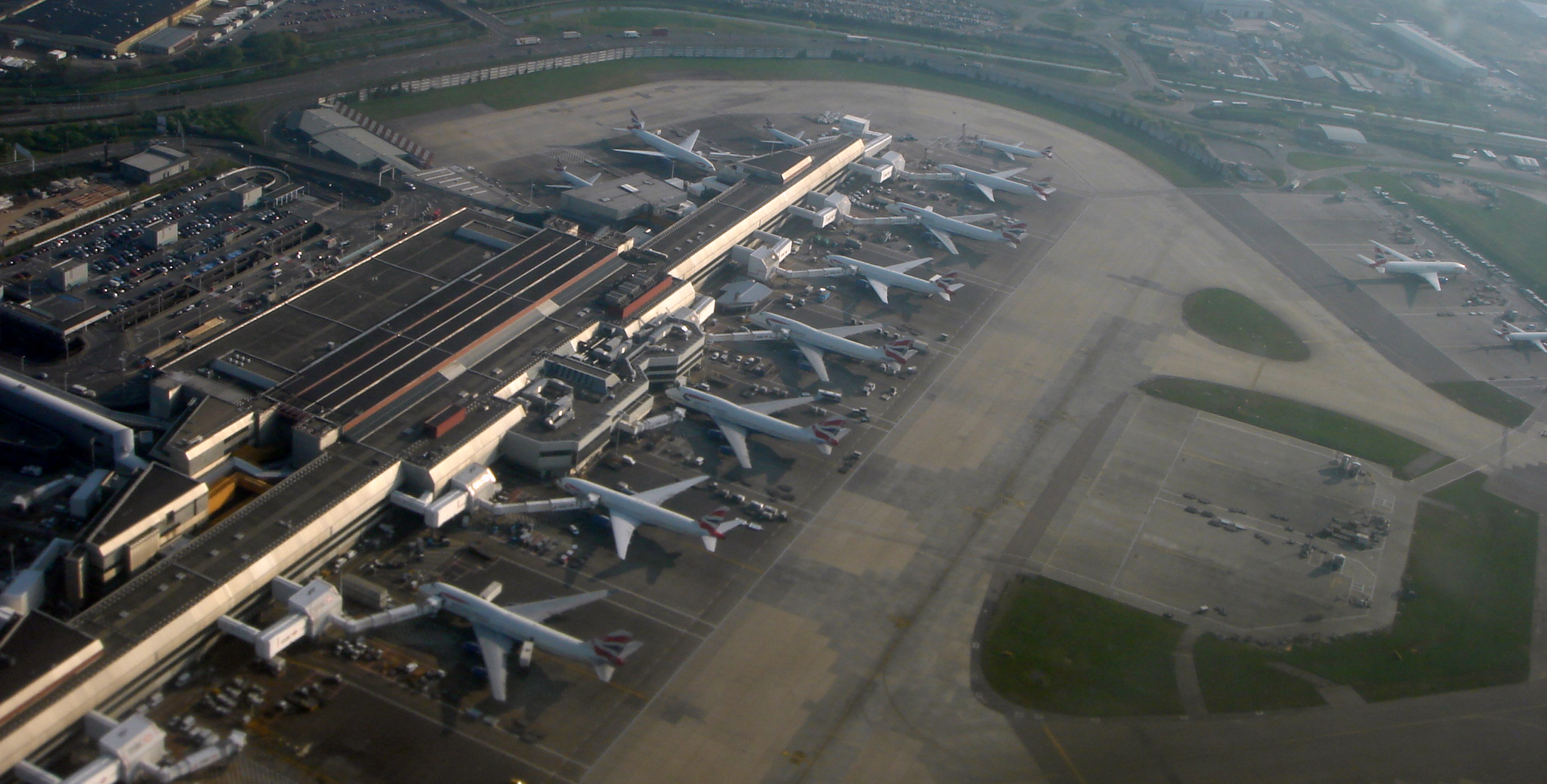
London Heathrow Airport

Diese Liste der größten Flughäfen in Europa führt nach Jahren sortiert die 30 europäischen Flughäfen mit dem höchsten Passagieraufkommen ab dem Jahr 2011 auf. Als Passagier zählt eine Person, die an einem Flughafen landet, abfliegt oder umsteigt. Umsteiger sind Passagiere, die innerhalb eines Tages an einem Flughafen landen und wieder abfliegen; diese werden doppelt gezählt. Als europäische Flughäfen zählen alle Flughäfen, die geografisch in Europa liegen (ohne asiatische Türkei und Kanaren).
Der größte europäische Flughafen ist der London Heathrow Airport mit 80 Millionen Passagieren im Jahr 2018. Zusammen mit fünf weiteren Flughäfen (Gatwick, Stansted, Luton, London City und Southend) bildet London das weltweit größte Flughafensystem mit 177 Mio. Passagieren jährlich vor den New Yorker Flughäfen (138 Mio. Passagiere), den Tokioter Flughäfen (130 Mio. Passagiere) und den Pariser Flughäfen (105 Mio. Passagiere).
Die Daten der Rangliste basieren auf Veröffentlichungen der internationalen Vereinigung der Verkehrsflughäfen.

## Passagieraufkommen

### 2021
Der teils hohe Anstieg der Passagierzahlen war eine Folge des starken Rückgangs aufgrund der Auswirkungen der Covid-19-Pandemie im Vorjahr.
| Rang 2021 | Flughafen                          | Stadt             | Land           | Code (IATA/ICAO) | Passagiere 2021 | Passagiere (Veränderung zu 2020 in %) | Rang 2020 |
| --------- | ---------------------------------- | ----------------- | -------------- | ---------------- | --------------- | ------------------------------------- | --------- |
| 1.        | Istanbul Airport                   | Istanbul          | Türkei         | IST/LTFM         | 36.988.563      | ▲ 58,0 %                              | ▬ 1.      |
| 2.        | Sheremetyevo International Airport | Moskau            | Russland       | SVO/UUEE         | 30.943.456      | ▲ 58,1 %                              | ▲ 5.      |
| 3.        | Aéroport Paris-Charles de Gaulle   | Paris             | Frankreich     | CDG/LFPG         | 26.201.698      | ▲ 17,7 %                              | ▼ 2.      |
| 4.        | Luchthaven Schiphol                | Amsterdam         | Niederlande    | AMS/EHAM         | 25.492.633      | ▲ 22,0 %                              | ▬ 4.      |
| 5.        | Domodedovo International Airport   | Moskau            | Russland       | DME/UUDD         | 25.065.087      | ▲ 52,9 %                              | ▲ 8.      |
| 6.        | Flughafen Frankfurt Main           | Frankfurt am Main | Deutschland    | FRA/EDDF         | 24.812.849      | ▲ 32,4 %                              | ▬ 6.      |
| 7.        | Flughafen Madrid-Barajas           | Madrid            | Spanien        | MAD/LEMD         | 24.119.214      | ▲ 40,9 %                              | ▬ 7.      |
| 8.        | London Heathrow Airport            | London            | Großbritannien | LHR/EGLL         | 19.395.354      | ▼ 12,3 %                              | ▼ 3.      |

### 2020
Grund für die extremen Rückgänge der Passagierzahlen aller Flughäfen im Jahr 2020 waren die Auswirkungen der Covid-19-Pandemie.
| Rang 2020 | Flughafen                                     | Stadt             | Land           | Code (IATA/ICAO) | Passagiere 2020 | Passagiere (Veränderung zu 2019 in %) | Rang 2019 |
| --------- | --------------------------------------------- | ----------------- | -------------- | ---------------- | --------------- | ------------------------------------- | --------- |
| 1.        | Istanbul Airport                              | Istanbul          | Türkei         | IST/LTFM         | 23.409.132      | ▼ 65,9 %                              | ▲ 5.      |
| 2.        | Aéroport Paris-Charles de Gaulle              | Paris             | Frankreich     | CDG/LFPG         | 22.257.469      | ▼ 70,8 %                              | ▬ 2.      |
| 3.        | London Heathrow Airport                       | London            | Großbritannien | LHR/EGLL         | 22.109.550      | ▼ 72,7 %                              | ▼ 1.      |
| 4.        | Luchthaven Schiphol                           | Amsterdam         | Niederlande    | AMS/EHAM         | 20.887.174      | ▼ 70,9 %                              | ▼ 3.      |
| 5.        | Sheremetyevo International Airport            | Moskau            | Russland       | SVO/UUEE         | 19.566.402      | ▼ 60,4 %                              | ▲ 8.      |
| 6.        | Flughafen Frankfurt Main                      | Frankfurt am Main | Deutschland    | FRA/EDDF         | 18.742.950      | ▼ 73,4 %                              | ▼ 4.      |
| 7.        | Aeropuerto Adolfo Suárez Madrid-Barajas       | Madrid            | Spanien        | MAD/LEMD         | 17.112.389      | ▼ 72,3 %                              | ▼ 6.      |
| 8.        | Domodedovo International Airport              | Moskau            | Russland       | DME/UUDD         | 16.389.427      | ▼ 42,0 %                              | ▲ 22.     |
| 9.        | Aeropuerto de Barcelona El Prat               | Barcelona         | Spanien        | BCN/LEBL         | 12.739.259      | ▼ 75,8 %                              | ▼ 7.      |
| 10.       | Flughafen Moskau-Wnukowo                      | Moskau            | Russland       | VKO/UUWW         | 12.565.241      | ▼ 47,6 %                              | ▲ 29.     |
| 11.       | Flughafen München                             | München           | Deutschland    | MUC/EDDM         | 11.100.804      | ▼ 76,8 %                              | ▼ 9.      |
| 12.       | St. Petersburg Pulkowo Airport                | Sankt Petersburg  | Russland       | LED/ULLI         | 10.944.421      | ▼ 44,1 %                              | -         |
| 13.       | Aéroport Paris-Orly                           | Paris             | Frankreich     | ORY/LFPO         | 10.797.102      | ▼ 66,1 %                              | ▬ 13.     |
| 14.       | London Gatwick Airport                        | London            | Großbritannien | LGW/EGKK         | 10.171.867      | ▼ 78,2 %                              | ▼ 10.     |
| 15.       | Aeroporto di Roma-Fiumicino Leonardo da Vinci | Rom               | Italien        | FCO/LIRF         | 9.830.957       | ▼ 77,4 %                              | ▼ 11.     |
| 16.       | Flughafen Humberto Delgado Lissabon           | Lissabon          | Portugal       | LIS/LPPT         | 9.260.567       | ▼ 70,3 %                              | ▬ 16.     |
| 17.       | Flughafen Berlin Brandenburg Willy Brandt     | Berlin            | Deutschland    | BER/EDDB         | 9.097.788       | ▼ 74,5 %                              | -         |
| 18.       | Oslo Lufthavn Gardermoen                      | Oslo              | Norwegen       | OSL/ENGM         | 9.021.729       | ▼ 68,2 %                              | ▲ 21.     |
| 19.       | Flughafen Zürich                              | Zürich            | Schweiz        | ZRH/LSZH         | 8.341.047       | ▼ 73,5 %                              | ▼ 15.     |
| 20.       | Athen Eleftherios Venizelos Airport           | Athen             | Griechenland   | ATH/LGAV         | 8.078.383       | ▼ 68,4 %                              | ▲ 26.     |
| 21.       | Flughafen Wien-Schwechat                      | Wien              | Österreich     | VIE/LOWW         | 7.812.938       | ▼ 75,3 %                              | ▼ 14.     |
| 22.       | London Stansted Airport                       | London            | Großbritannien | STN/EGSS         | 7.539.689       | ▼ 79,2 %                              | ▲ 23.     |
| 23.       | Kastrup Lufthavn                              | Kopenhagen        | Dänemark       | CPH/EKCH         | 7.525.441       | ▼ 75,1 %                              | ▼ 17.     |
| 24.       | Dublin Airport                                | Dublin            | Irland         | DUB/EIDW         | 7.386.427       | ▼ 77,6 %                              | ▼ 12.     |
| 25.       | Aeroporto di Milano-Malpensa                  | Mailand           | Italien        | MXP/LIMC         | 7.241.766       | ▼ 74,9 %                              | ▼ 20.     |
| 25.       | Manchester Airport                            | Manchester        | Großbritannien | MAN/EGCC         | 7.029.384       | ▼ 76,1 %                              | ▼ 19.     |
| 26.       | Brussels Airport                              | Brüssel           | Belgien        | BRU/EBBR         | 6.743.395       | ▼ 74,4 %                              | ▼ 24.     |
| 27.       | Flughafen Düsseldorf                          | Düsseldorf        | Deutschland    | DUS/EDDL         | 6.569.728       | ▼ 74,2 %                              | ▬ 27.     |
| 28.       | Stockholm/Arlanda                             | Stockholm         | Schweden       | ARN/ESSA         | 6.535.000       | ▼ 74,5 %                              | ▼ 25.     |
| 29.       | Sochi International Airport                   | Sotschi           | Russland       | AER/URSS         | 6.505.301       | ▼ 3,8 %                               | -         |
| 30.       | Aeropuerto de Son San Juan                    | Palma de Mallorca | Spanien        | PMI/LEPA         | 6.108.486       | ▼ 79,4 %                              | ▼ 18.     |

### 2019
| Rang 2019 | Flughafen                                     | Stadt             | Land           | Code (IATA/ICAO) | Passagiere 2019 | Passagiere (Veränderung zu 2018 in %) | Rang 2018 |
| --------- | --------------------------------------------- | ----------------- | -------------- | ---------------- | --------------- | ------------------------------------- | --------- |
| 1.        | London Heathrow Airport                       | London            | Großbritannien | LHR/EGLL         | 80.886.589      | ▲ 1,0 %                               | ▬ 1.      |
| 2.        | Aéroport Paris-Charles de Gaulle              | Paris             | Frankreich     | CDG/LFPG         | 76.150.007      | ▲ 5,4 %                               | ▬ 2.      |
| 3.        | Luchthaven Schiphol                           | Amsterdam         | Niederlande    | AMS/EHAM         | 71.707.144      | ▲ 0,9 %                               | ▬ 3.      |
| 4.        | Flughafen Frankfurt Main                      | Frankfurt am Main | Deutschland    | FRA/EDDF         | 70.560.987      | ▲ 1,5 %                               | ▬ 4.      |
| 5.        | Istanbul Airport                              | Istanbul          | Türkei         | IST/LTFM         | 68.650.542      | ▲ 1,0 %                               | ▬ 5.      |
| 6.        | Aeropuerto Adolfo Suárez Madrid-Barajas       | Madrid            | Spanien        | MAD/LEMD         | 61.734.037      | ▲ 6,6 %                               | ▬ 6.      |
| 7.        | Aeropuerto de Barcelona El Prat               | Barcelona         | Spanien        | BCN/LEBL         | 52.686.314      | ▲ 5,0 %                               | ▬ 7.      |
| 8.        | Sheremetyevo International Airport            | Moskau            | Russland       | SVO/UUEE         | 49.438.545      | ▲ 7,9 %                               | ▲ 10.     |
| 9.        | Flughafen München                             | München           | Deutschland    | MUC/EDDM         | 47.959.885      | ▲ 3,6 %                               | ▼ 8.      |
| 10.       | London Gatwick Airport                        | London            | Großbritannien | LGW/EGKK         | 46.574.786      | ▲ 1,1 %                               | ▼ 9.      |
| 11.       | Aeroporto di Roma-Fiumicino Leonardo da Vinci | Rom               | Italien        | FCO/LIRF         | 43.532.573      | ▲ 1,3 %                               | ▬ 11.     |
| 12.       | Dublin Airport                                | Dublin            | Irland         | DUB/EIDW         | 32.909.209      | ▲ 4,5 %                               | ▲ 13.     |
| 13.       | Aéroport Paris-Orly                           | Paris             | Frankreich     | ORY/LFPO         | 31.853.049      | ▼ 3,8 %                               | ▼ 12.     |
| 14.       | Flughafen Wien-Schwechat                      | Wien              | Österreich     | VIE/LOWW         | 31.662.189      | ▲ 17,1 %                              | ▲ 22.     |
| 15.       | Flughafen Zürich                              | Zürich            | Schweiz        | ZRH/LSZH         | 31.507.692      | ▲ 1,3 %                               | ▼ 14.     |
| 16.       | Flughafen Humberto Delgado Lissabon           | Lissabon          | Portugal       | LIS/LPPT         | 31.172.801      | ▲ 7,4 %                               | ▲ 18.     |
| 17.       | Kastrup Lufthavn                              | Kopenhagen        | Dänemark       | CPH/EKCH         | 30.256.703      | ▼ 0,1 %                               | ▼ 15.     |
| 18.       | Aeropuerto de Son San Juan                    | Palma de Mallorca | Spanien        | PMI/LEPA         | 29.721.123      | ▲ 2,2 %                               | ▼ 17.     |
| 19.       | Manchester Airport                            | Manchester        | Großbritannien | MAN/EGCC         | 29.367.477      | ▲ 3,9 %                               | ▲ 20.     |
| 20.       | Aeroporto di Milano-Malpensa                  | Mailand           | Italien        | MXP/LIMC         | 28.846.299      | ▲ 16,7 %                              | ▲ 25.     |
| 21.       | Oslo Lufthavn Gardermoen                      | Oslo              | Norwegen       | OSL/ENGM         | 28.388.874      | ▲ 0,3 %                               | ▼ 19.     |
| 22.       | Domodedovo International Airport              | Moskau            | Russland       | DME/UUDD         | 28.252.337      | ▼ 3,9 %                               | ▼ 16.     |
| 23.       | London Stansted Airport                       | London            | Großbritannien | STN/EGSS         | 28.124.292      | ▲ 0,5 %                               | ▼ 21.     |
| 24.       | Brussels Airport                              | Brüssel           | Belgien        | BRU/EBBR         | 26.360.003      | ▲ 2,7 %                               | ▬ 24.     |
| 25.       | Stockholm/Arlanda                             | Stockholm         | Schweden       | ARN/ESSA         | 25.642.703      | ▼ 4,5 %                               | ▼ 23.     |
| 26.       | Athen Eleftherios Venizelos Airport           | Athen             | Griechenland   | ATH/LGAV         | 25.574.030      | ▲ 6,0 %                               | ▲ 27.     |
| 27.       | Flughafen Düsseldorf                          | Düsseldorf        | Deutschland    | DUS/EDDL         | 25.489.412      | ▲ 5,0 %                               | ▼ 26.     |
| 28.       | Flughafen Berlin-Tegel                        | Berlin            | Deutschland    | TXL/EDDT         | 24.227.570      | ▲ 10,1 %                              | ▬ 28.     |
| 29.       | Flughafen Moskau-Wnukowo                      | Moskau            | Russland       | VKO/UUWW         | 24.001.521      | ▲ 11,7 %                              | ▬ 29.     |
| 30.       | Helsinki-Vantaan Lentoasema                   | Helsinki          | Finnland       | HEL/EFHK         | 21.861.082      | ▲ 4,9 %                               | ▬ 30.     |

### 2018
| Rang 2018 | Flughafen                                     | Stadt             | Land           | Code (IATA/ICAO) | Passagiere 2018 | Passagiere (Veränderung zu 2017 in %) | Rang 2017 |
| --------- | --------------------------------------------- | ----------------- | -------------- | ---------------- | --------------- | ------------------------------------- | --------- |
| 1.        | London Heathrow Airport                       | London            | Großbritannien | LHR/EGLL         | 80.102.000      | ▲ 2,7 %                               | ▬ 1.      |
| 2.        | Aéroport Paris-Charles de Gaulle              | Paris             | Frankreich     | CDG/LFPG         | 72.229.723      | ▲ 4,0 %                               | ▬ 2.      |
| 3.        | Luchthaven Schiphol                           | Amsterdam         | Niederlande    | AMS/EHAM         | 71.053.157      | ▲ 3,7 %                               | ▬ 3.      |
| 4.        | Flughafen Frankfurt Main                      | Frankfurt am Main | Deutschland    | FRA/EDDF         | 69.514.414      | ▲ 7,8 %                               | ▬ 4.      |
| 5.        | Istanbul Atatürk Airport                      | Istanbul          | Türkei         | IST/LTBA         | 67.981.446      | ▲ 6,0 %                               | ▬ 5.      |
| 6.        | Aeropuerto Adolfo Suárez Madrid-Barajas       | Madrid            | Spanien        | MAD/LEMD         | 57.891.340      | ▲ 8,4 %                               | ▬ 6.      |
| 7.        | Aeropuerto de Barcelona El Prat               | Barcelona         | Spanien        | BCN/LEBL         | 50.172.457      | ▲ 6,1 %                               | ▬ 7.      |
| 8.        | Flughafen München                             | München           | Deutschland    | MUC/EDDM         | 46.253.623      | ▲ 3,8 %                               | ▲ 9.      |
| 9.        | London Gatwick Airport                        | London            | Großbritannien | LGW/EGKK         | 46.075.400      | ▲ 1,1 %                               | ▼ 8.      |
| 10.       | Sheremetyevo International Airport            | Moskau            | Russland       | SVO/UUEE         | 45.836.000      | ▲ 14,3 %                              | ▲ 11.     |
| 11.       | Aeroporto di Roma-Fiumicino Leonardo da Vinci | Rom               | Italien        | FCO/LIRF         | 42.995.119      | ▲ 4,9 %                               | ▼ 10.     |
| 12.       | Aéroport Paris-Orly                           | Paris             | Frankreich     | ORY/LFPO         | 33.120.685      | ▲ 3,4 %                               | ▬ 12.     |
| 13.       | Dublin Airport                                | Dublin            | Irland         | DUB/EIDW         | 31.500.000      | ▲ 6,5 %                               | ▲ 14.     |
| 14.       | Flughafen Zürich                              | Zürich            | Schweiz        | ZRH/LSZH         | 31.113.488      | ▲ 5,8 %                               | ▲ 15.     |
| 15.       | Kastrup Lufthavn                              | Kopenhagen        | Dänemark       | CPH/EKCH         | 30.298.531      | ▲ 3,8 %                               | ▲ 16.     |
| 16.       | Domodedovo International Airport              | Moskau            | Russland       | DME/UUDD         | 29.403.704      | ▼ 4,2 %                               | ▼ 13.     |
| 17.       | Aeropuerto de Son San Juan                    | Palma de Mallorca | Spanien        | PMI/LEPA         | 29.081.787      | ▲ 4,0 %                               | ▬ 17.     |
| 18.       | Flughafen Humberto Delgado Lissabon           | Lissabon          | Portugal       | LIS/LPPT         | 29.031.000      | ▲ 8,9 %                               | ▲ 20.     |
| 19.       | Oslo Lufthavn Gardermoen                      | Oslo              | Norwegen       | OSL/ENGM         | 28.516.220      | ▲ 3,8 %                               | ▬ 19.     |
| 20.       | Manchester Airport                            | Manchester        | Großbritannien | MAN/EGCC         | 28.291.792      | ▲ 1,7 %                               | ▼ 18.     |
| 21.       | London Stansted Airport                       | London            | Großbritannien | STN/EGSS         | 28.001.294      | ▲ 8,1 %                               | ▲ 22.     |
| 22.       | Flughafen Wien-Schwechat                      | Wien              | Österreich     | VIE/LOWW         | 27.037.349      | ▲ 10,8 %                              | ▲ 25.     |
| 23.       | Stockholm/Arlanda                             | Stockholm         | Schweden       | ARN/ESSA         | 26.845.419      | ▲ 0,8 %                               | ▼ 21.     |
| 24.       | Brussels Airport                              | Brüssel           | Belgien        | BRU/EBBR         | 25.675.939      | ▲ 3,6 %                               | ▼ 23.     |
| 25.       | Aeroporto di Milano-Malpensa                  | Mailand           | Italien        | MXP/LIMC         | 24.725.490      | ▲ 11,5 %                              | ▲ 26.     |
| 26.       | Flughafen Düsseldorf                          | Düsseldorf        | Deutschland    | DUS/EDDL         | 24.284.745      | ▼ 1,4 %                               | ▼ 24.     |
| 27.       | Athen Eleftherios Venizelos Airport           | Athen             | Griechenland   | ATH/LGAV         | 24.135.736      | ▲ 11,0 %                              | ▬ 27.     |
| 28.       | Flughafen Berlin-Tegel                        | Berlin            | Deutschland    | TXL/EDDT         | 22.000.430      | ▲ 7,5 %                               | ▬ 28.     |
| 29.       | Flughafen Moskau-Wnukowo                      | Moskau            | Russland       | VKO/UUWW         | 21.478.622      | ▲ 18,4 %                              | ▲ 31.     |
| 30.       | Helsinki-Vantaan Lentoasema                   | Helsinki          | Finnland       | HEL/EFHK         | 20.848.838      | ▲ 10,4 %                              | ▼ 29.     |

### 2017
| Rang 2017 | Flughafen                                     | Stadt             | Land           | Code (IATA/ICAO) | Passagiere 2017 | Passagiere (Veränderung zu 2016 in %) | Rang 2016 |
| --------- | --------------------------------------------- | ----------------- | -------------- | ---------------- | --------------- | ------------------------------------- | --------- |
| 1.        | London Heathrow Airport                       | London            | Großbritannien | LHR/EGLL         | 77.987.524      | ▲ 3,1 %                               | ▬ 1.      |
| 2.        | Aéroport Paris-Charles de Gaulle              | Paris             | Frankreich     | CDG/LFPG         | 69.471.442      | ▲ 5,3 %                               | ▬ 2.      |
| 3.        | Luchthaven Schiphol                           | Amsterdam         | Niederlande    | AMS/EHAM         | 68.515.425      | ▲ 7,7 %                               | ▬ 3.      |
| 4.        | Flughafen Frankfurt Main                      | Frankfurt am Main | Deutschland    | FRA/EDDF         | 64.505.151      | ▲ 6,1 %                               | ▬ 4.      |
| 5.        | Istanbul Atatürk Airport                      | Istanbul          | Türkei         | IST/LTBA         | 63.727.448      | ▲ 6,2 %                               | ▬ 5.      |
| 6.        | Aeropuerto Adolfo Suárez Madrid-Barajas       | Madrid            | Spanien        | MAD/LEMD         | 53.402.506      | ▲ 5,9 %                               | ▬ 6.      |
| 7.        | Aeropuerto de Barcelona El Prat               | Barcelona         | Spanien        | BCN/LEBL         | 47.284.500      | ▲ 7,1 %                               | ▬ 7.      |
| 8.        | London Gatwick Airport                        | London            | Großbritannien | LGW/EGKK         | 45.561.700      | ▲ 5,2 %                               | ▬ 8.      |
| 9.        | Flughafen München                             | München           | Deutschland    | MUC/EDDM         | 44.577.241      | ▲ 5,5 %                               | ▬ 9.      |
| 10.       | Aeroporto di Roma-Fiumicino Leonardo da Vinci | Rom               | Italien        | FCO/LIRF         | 40.971.881      | ▼ 1,8 %                               | ▬ 10.     |
| 11.       | Sheremetyevo International Airport            | Moskau            | Russland       | SVO/UUEE         | 40.093.000      | ▲ 17,8 %                              | ▬ 11.     |
| 12.       | Aéroport Paris-Orly                           | Paris             | Frankreich     | ORY/LFPO         | 32.042.475      | ▲ 2,6 %                               | ▬ 12.     |
| 13.       | Domodedovo International Airport              | Moskau            | Russland       | DME/UUDD         | 30.700.000      | ▲ 7,7 %                               | ▲ 14.     |
| 14.       | Dublin Airport                                | Dublin            | Irland         | DUB/EIDW         | 29.582.321      | ▲ 6,0 %                               | ▲ 15.     |
| 15.       | Flughafen Zürich                              | Zürich            | Schweiz        | ZRH/LSZH         | 29.396.094      | ▲ 6,3 %                               | ▲ 16.     |
| 16.       | Kastrup Lufthavn                              | Kopenhagen        | Dänemark       | CPH/EKCH         | 29.177.833      | ▲ 0,7 %                               | ▼ 13.     |
| 17.       | Aeropuerto de Son San Juan                    | Palma de Mallorca | Spanien        | PMI/LEPA         | 27.970.655      | ▲ 6,5 %                               | ▬ 17.     |
| 18.       | Manchester Airport                            | Manchester        | Großbritannien | MAN/EGCC         | 27.791.274      | ▲ 8,1 %                               | ▬ 18.     |
| 19.       | Oslo Lufthavn Gardermoen                      | Oslo              | Norwegen       | OSL/ENGM         | 27.482.315      | ▲ 7,5 %                               | ▬ 19.     |
| 20.       | Flughafen Humberto Delgado Lissabon           | Lissabon          | Portugal       | LIS/LPPT         | 26.670.038      | ▲ 18,8 %                              | ▲ 24.     |
| 21.       | Stockholm/Arlanda                             | Stockholm         | Schweden       | ARN/ESSA         | 26.642.034      | ▲ 8,0 %                               | ▼ 20.     |
| 22.       | London Stansted Airport                       | London            | Großbritannien | STN/EGSS         | 25.902.618      | ▲ 6,5 %                               | ▼ 21.     |
| 23.       | Brussels Airport                              | Brüssel           | Belgien        | BRU/EBBR         | 24.783.911      | ▲ 13,6 %                              | ▲ 25.     |
| 24.       | Flughafen Düsseldorf                          | Düsseldorf        | Deutschland    | DUS/EDDL         | 24.624.895      | ▲ 4,7 %                               | ▼ 22.     |
| 25.       | Flughafen Wien-Schwechat                      | Wien              | Österreich     | VIE/LOWW         | 24.392.805      | ▲ 4,5 %                               | ▼ 23.     |
| 26.       | Aeroporto di Milano-Malpensa                  | Mailand           | Italien        | MXP/LIMC         | 22.171.751      | ▲ 14,2 %                              | ▲ 28.     |
| 27.       | Athen Eleftherios Venizelos Airport           | Athen             | Griechenland   | ATH/LGAV         | 21.737.787      | ▲ 8,6 %                               | ▬ 27.     |
| 28.       | Flughafen Berlin-Tegel                        | Berlin            | Deutschland    | TXL/EDDT         | 20.467.561      | ▼ 3,7 %                               | ▼ 26.     |
| 29.       | Helsinki-Vantaan Lentoasema                   | Helsinki          | Finnland       | HEL/EFHK         | 18.892.386      | ▲ 9,9 %                               | ▬ 29.     |
| 30.       | Aeropuerto de Málaga-Costa del Sol            | Málaga            | Spanien        | AGP/LEMG         | 18.628.876      | ▲ 11,7 %                              | ▬ 30.     |

### 2016
| Rang 2016 | Flughafen                                     | Stadt             | Land           | Code (IATA/ICAO) | Passagiere 2016 | Passagiere (Veränderung zu 2015 in %) | Rang 2015 |
| --------- | --------------------------------------------- | ----------------- | -------------- | ---------------- | --------------- | ------------------------------------- | --------- |
| 1.        | London Heathrow Airport                       | London            | Großbritannien | LHR/EGLL         | 75.714.970      | ▼ 0,4 %                               | ▬ 1.      |
| 2.        | Aéroport Paris-Charles de Gaulle              | Paris             | Frankreich     | CDG/LFPG         | 65.935.748      | ▲ 0,3 %                               | ▬ 2.      |
| 3.        | Luchthaven Schiphol                           | Amsterdam         | Niederlande    | AMS/EHAM         | 63.618.867      | ▲ 9,2 %                               | ▲ 5.      |
| 4.        | Flughafen Frankfurt Main                      | Frankfurt am Main | Deutschland    | FRA/EDDF         | 60.786.937      | ▼ 0,4 %                               | ▬ 4.      |
| 5.        | Istanbul Atatürk Airport                      | Istanbul          | Türkei         | IST/LTBA         | 60.011.454      | ▼ 2,2 %                               | ▼ 3.      |
| 6.        | Aeropuerto Adolfo Suárez Madrid-Barajas       | Madrid            | Spanien        | MAD/LEMD         | 50.400.442      | ▲ 7,6 %                               | ▬ 6.      |
| 7.        | Aeropuerto de Barcelona El Prat               | Barcelona         | Spanien        | BCN/LEBL         | 44.131.031      | ▲ 11,1 %                              | ▲ 10.     |
| 8.        | London Gatwick Airport                        | London            | Großbritannien | LGW/EGKK         | 43.136.047      | ▲ 7,1 %                               | ▲ 9.      |
| 9.        | Flughafen München                             | München           | Deutschland    | MUC/EDDM         | 42.261.309      | ▲ 3,1 %                               | ▼ 7.      |
| 10.       | Aeroporto di Roma-Fiumicino Leonardo da Vinci | Rom               | Italien        | FCO/LIRF         | 41.738.662      | ▲ 3,2 %                               | ▼ 8.      |
| 11.       | Sheremetyevo International Airport            | Moskau            | Russland       | SVO/UUEE         | 34.030.427      | ▲ 8,8 %                               | ▬ 11.     |
| 12.       | Aéroport Paris-Orly                           | Paris             | Frankreich     | ORY/LFPO         | 31.239.800      | ▲ 5,3 %                               | ▲ 13.     |
| 13.       | Kastrup Lufthavn                              | Kopenhagen        | Dänemark       | CPH/EKCH         | 28.986.494      | ▲ 8,9 %                               | ▲ 14.     |
| 14.       | Domodedovo International Airport              | Moskau            | Russland       | DME/UUDD         | 28.500.259      | ▼ 13,7 %                              | ▼ 12.     |
| 15.       | Dublin Airport                                | Dublin            | Irland         | DUB/EIDW         | 27.919.296      | ▲ 11,5 %                              | ▲ 16.     |
| 16.       | Flughafen Zürich                              | Zürich            | Schweiz        | ZRH/LSZH         | 27.621.201      | ▲ 5,1 %                               | ▼ 15.     |
| 17.       | Aeropuerto de Son San Juan                    | Palma de Mallorca | Spanien        | PMI/LEPA         | 26.252.041      | ▲ 10,6 %                              | ▲ 18.     |
| 18.       | Manchester Airport                            | Manchester        | Großbritannien | MAN/EGCC         | 25.702.699      | ▲ 11,1 %                              | ▲ 21.     |
| 19.       | Oslo Lufthavn Gardermoen                      | Oslo              | Norwegen       | OSL/ENGM         | 25.574.607      | ▲ 3,6 %                               | ▼ 17.     |
| 20.       | Stockholm/Arlanda                             | Stockholm         | Schweden       | ARN/ESSA         | 24.722.958      | ▲ 6,7 %                               | ▬ 20.     |
| 21.       | London Stansted Airport                       | London            | Großbritannien | STN/EGSS         | 24.290.789      | ▲ 7,9 %                               | ▲ 23.     |
| 22.       | Flughafen Düsseldorf                          | Düsseldorf        | Deutschland    | DUS/EDDL         | 23.521.919      | ▲ 4,7 %                               | ▲ 24.     |
| 23.       | Flughafen Wien-Schwechat                      | Wien              | Österreich     | VIE/LOWW         | 23.352.016      | ▲ 2,5 %                               | ▼ 22.     |
| 24.       | Flughafen Humberto Delgado Lissabon           | Lissabon          | Portugal       | LIS/LPPT         | 22.449.527      | ▲ 11,6 %                              | ▲ 26.     |
| 25.       | Brussels Airport                              | Brüssel           | Belgien        | BRU/EBBR         | 21.818.418      | ▼ 7,0 %                               | ▼ 19.     |
| 26.       | Flughafen Berlin-Tegel                        | Berlin            | Deutschland    | TXL/EDDT         | 21.253.958      | ▲ 1,2 %                               | ▼ 25.     |
| 27.       | Athen Eleftherios Venizelos Airport           | Athen             | Griechenland   | ATH/LGAV         | 20.016.998      | ▲ 10,7 %                              | ▲ 28.     |
| 28.       | Aeroporto di Milano-Malpensa                  | Mailand           | Italien        | MXP/LIMC         | 19.411.709      | ▲ 4,5 %                               | ▼ 27.     |
| 29.       | Helsinki-Vantaan Lentoasema                   | Helsinki          | Finnland       | HEL/EFHK         | 17.187.652      | ▲ 4,7 %                               | ▬ 29.     |
| 30.       | Aeropuerto de Málaga-Costa del Sol            | Málaga            | Spanien        | AGP/LEMG         | 16.672.776      | ▲ 15,7 %                              | ▲ 33.     |

### 2015
| Rang 2015 | Flughafen                                     | Stadt             | Land           | Code (IATA/ICAO) | Passagiere 2015 | Passagiere (Veränderung zu 2014 in %) | Rang 2014 |
| --------- | --------------------------------------------- | ----------------- | -------------- | ---------------- | --------------- | ------------------------------------- | --------- |
| 1.        | London Heathrow Airport                       | London            | Großbritannien | LHR/EGLL         | 75.985.748      | ▲ 2,2 %                               | ▬ 1.      |
| 2.        | Aéroport Paris-Charles de Gaulle              | Paris             | Frankreich     | CDG/LFPG         | 65.766.986      | ▲ 3,1 %                               | ▬ 2.      |
| 3.        | Istanbul Atatürk Airport                      | Istanbul          | Türkei         | IST/LTBA         | 61.332.124      | ▲ 7,7 %                               | ▲ 4.      |
| 4.        | Flughafen Frankfurt Main                      | Frankfurt am Main | Deutschland    | FRA/EDDF         | 61.032.022      | ▲ 2,5 %                               | ▼ 3.      |
| 5.        | Luchthaven Schiphol                           | Amsterdam         | Niederlande    | AMS/EHAM         | 58.284.848      | ▲ 6,0 %                               | ▬ 5.      |
| 6.        | Aeropuerto de Madrid Barajas                  | Madrid            | Spanien        | MAD/LEMD         | 46.824.838      | ▲ 11,9 %                              | ▬ 6.      |
| 7.        | Flughafen München                             | München           | Deutschland    | MUC/EDDM         | 40.981.522      | ▲ 3,2 %                               | ▬ 7.      |
| 8.        | Aeroporto di Roma-Fiumicino Leonardo da Vinci | Rom               | Italien        | FCO/LIRF         | 40.463.208      | ▲ 5,1 %                               | ▬ 8.      |
| 9.        | London Gatwick Airport                        | London            | Großbritannien | LGW/EGKK         | 40.269.087      | ▲ 5,7 %                               | ▬ 9.      |
| 10.       | Aeropuerto de Barcelona El Prat               | Barcelona         | Spanien        | BCN/LEBL         | 39.711.239      | ▲ 5,7 %                               | ▬ 10.     |
| 11.       | Sheremetyevo International Airport            | Moskau            | Russland       | SVO/UUEE         | 31.279.508      | ▲ 0,1 %                               | ▲ 12.     |
| 12.       | Domodedovo International Airport              | Moskau            | Russland       | DME/UUDD         | 30.495.487      | ▼ 7,7 %                               | ▼ 11.     |
| 13.       | Aéroport Paris-Orly                           | Paris             | Frankreich     | ORY/LFPO         | 29.664.993      | ▲ 2,8 %                               | ▬ 13.     |
| 14.       | Kastrup Lufthavn                              | Kopenhagen        | Dänemark       | CPH/EKCH         | 26.610.332      | ▲ 3,8 %                               | ▬ 14.     |
| 15.       | Flughafen Zürich                              | Zürich            | Schweiz        | ZRH/LSZH         | 26.281.228      | ▲ 3,2 %                               | ▬ 15.     |
| 16.       | Dublin Airport                                | Dublin            | Irland         | DUB/EIDW         | 25.049.335      | ▲ 15,4 %                              | ▲ 23.     |
| 17.       | Oslo Lufthavn Gardermoen                      | Oslo              | Norwegen       | OSL/ENGM         | 24.678.188      | ▲ 1,7 %                               | ▼ 16.     |
| 18.       | Aeropuerto de Son San Juan                    | Palma de Mallorca | Spanien        | PMI/LEPA         | 23.745.131      | ▲ 2,7 %                               | ▼ 17.     |
| 19.       | Brussels Airport                              | Brüssel           | Belgien        | BRU/EBBR         | 23.460.018      | ▲ 7,0 %                               | ▲ 21.     |
| 20.       | Stockholm/Arlanda                             | Stockholm         | Schweden       | ARN/ESSA         | 23.173.457      | ▲ 3,2 %                               | ▼ 19.     |
| 21.       | Manchester Airport                            | Manchester        | Großbritannien | MAN/EGCC         | 23.136.047      | ▲ 5,2 %                               | ▼ 20.     |
| 22.       | Flughafen Wien-Schwechat                      | Wien              | Österreich     | VIE/LOWW         | 22.775.054      | ▲ 1,3 %                               | ▼ 18.     |
| 23.       | London Stansted Airport                       | London            | Großbritannien | STN/EGSS         | 22.519.178      | ▲ 12,8 %                              | ▲ 25.     |
| 24.       | Flughafen Düsseldorf                          | Düsseldorf        | Deutschland    | DUS/EDDL         | 22.476.685      | ▲ 2,9 %                               | ▼ 22.     |
| 25.       | Flughafen Berlin-Tegel                        | Berlin            | Deutschland    | TXL/EDDT         | 21.005.215      | ▲ 1,5 %                               | ▼ 24.     |
| 26.       | Flughafen Humberto Delgado Lissabon           | Lissabon          | Portugal       | LIS/LPPT         | 20.110.805      | ▲ 10,7 %                              | ▲ 27.     |
| 27.       | Aeroporto di Milano-Malpensa                  | Mailand           | Italien        | MXP/LIMC         | 18.582.043      | ▼ 1,4 %                               | ▼ 26.     |
| 28.       | Athen Eleftherios Venizelos Airport           | Athen             | Griechenland   | ATH/LGAV         | 18.087.377      | ▲ 19,0 %                              | ▲ 29.     |
| 29.       | Helsinki-Vantaan Lentoasema                   | Helsinki          | Finnland       | HEL/EFHK         | 16.422.266      | ▲ 3,0 %                               | ▼ 28.     |
| 30.       | Vnukovo International Airport                 | Moskau            | Russland       | VKO/UUWW         | 15.815.129      | ▲ 24,2 %                              | ▲ 34.     |

### 2014
| Rang 2014 | Flughafen                                     | Stadt             | Land           | Code (IATA/ICAO) | Passagiere 2014 | Passagiere (Veränderung zu 2013 in %) | Rang 2013 |
| --------- | --------------------------------------------- | ----------------- | -------------- | ---------------- | --------------- | ------------------------------------- | --------- |
| 1.        | London Heathrow Airport                       | London            | Großbritannien | LHR/EGLL         | 73.405.330      | ▲ 1,4 %                               | ▬ 1.      |
| 2.        | Aéroport Paris-Charles de Gaulle              | Paris             | Frankreich     | CDG/LFPG         | 63.813.756      | ▲ 2,8 %                               | ▬ 2.      |
| 3.        | Flughafen Frankfurt Main                      | Frankfurt am Main | Deutschland    | FRA/EDDF         | 59.566.132      | ▲ 2,6 %                               | ▬ 3.      |
| 4.        | Istanbul Atatürk Airport                      | Istanbul          | Türkei         | IST/LTBA         | 56.954.790      | ▲ 11,1 %                              | ▲ 5.      |
| 5.        | Luchthaven Schiphol                           | Amsterdam         | Niederlande    | AMS/EHAM         | 54.978.023      | ▲ 4,6 %                               | ▼ 4.      |
| 6.        | Aeropuerto de Madrid Barajas                  | Madrid            | Spanien        | MAD/LEMD         | 41.833.686      | ▲ 5,3 %                               | ▬ 6.      |
| 7.        | Flughafen München                             | München           | Deutschland    | MUC/EDDM         | 39.700.515      | ▲ 2,7 %                               | ▬ 7.      |
| 8.        | Aeroporto di Roma-Fiumicino Leonardo da Vinci | Rom               | Italien        | FCO/LIRF         | 38.506.908      | ▲ 6,3 %                               | ▬ 8.      |
| 9.        | London Gatwick Airport                        | London            | Großbritannien | LGW/EGKK         | 38.103.667      | ▲ 7,5 %                               | ▬ 9.      |
| 10.       | Aeropuerto de Barcelona El Prat               | Barcelona         | Spanien        | BCN/LEBL         | 37.558.981      | ▲ 6,7 %                               | ▬ 10.     |
| 11.       | Domodedovo International Airport              | Moskau            | Russland       | DME/UUDD         | 33.039.531      | ▲ 7,4 %                               | ▬ 11.     |
| 12.       | Sheremetyevo International Airport            | Moskau            | Russland       | SVO/UUEE         | 31.259.662      | ▲ 6,8 %                               | ▬ 12.     |
| 13.       | Aéroport Paris-Orly                           | Paris             | Frankreich     | ORY/LFPO         | 28.862.686      | ▲ 2,1 %                               | ▬ 13.     |
| 14.       | Kastrup Lufthavn                              | Kopenhagen        | Dänemark       | CPH/EKCH         | 25.627.093      | ▲ 6,5 %                               | ▲ 15.     |
| 15.       | Flughafen Zürich                              | Zürich            | Schweiz        | ZRH/LSZH         | 25.477.622      | ▲ 2,5 %                               | ▼ 14.     |
| 16.       | Oslo Lufthavn Gardermoen                      | Oslo              | Norwegen       | OSL/ENGM         | 24.269.235      | ▲ 5,7 %                               | ▬ 16.     |
| 17.       | Aeropuerto de Son San Juan                    | Palma de Mallorca | Spanien        | PMI/LEPA         | 23.115.622      | ▲ 1,5 %                               | ▬ 17.     |
| 18.       | Flughafen Wien-Schwechat                      | Wien              | Österreich     | VIE/LOWW         | 22.483.158      | ▲ 2,2 %                               | ▬ 18.     |
| 19.       | Stockholm/Arlanda                             | Stockholm         | Schweden       | ARN/ESSA         | 22.419.739      | ▲ 8,6 %                               | ▲ 21.     |
| 20.       | Manchester Airport                            | Manchester        | Großbritannien | MAN/EGCC         | 21.989.682      | ▲ 6,0 %                               | ▬ 20.     |
| 21.       | Brussels Airport                              | Brüssel           | Belgien        | BRU/EBBR         | 21.933.190      | ▲ 14,6 %                              | ▲ 24.     |
| 22.       | Flughafen Düsseldorf                          | Düsseldorf        | Deutschland    | DUS/EDDL         | 21.850.489      | ▲ 2,9 %                               | ▼ 19.     |
| 23.       | Dublin Airport                                | Dublin            | Irland         | DUB/EIDW         | 21.711.967      | ▲ 7,7 %                               | ▼ 22.     |
| 24.       | Flughafen Berlin-Tegel                        | Berlin            | Deutschland    | TXL/EDDT         | 20.688.016      | ▲ 5,6 %                               | ▼ 23.     |
| 25.       | London Stansted Airport                       | London            | Großbritannien | STN/EGSS         | 19.978.766      | ▲ 11,8 %                              | ▲ 26.     |
| 26.       | Aeroporto di Milano-Malpensa                  | Mailand           | Italien        | MXP/LIMC         | 18.851.238      | ▲ 5,0 %                               | ▼ 25.     |
| 27.       | Aeroporto da Portela                          | Lissabon          | Portugal       | LIS/LPPT         | 18.142.035      | ▲ 13,3 %                              | ▬ 27.     |
| 28.       | Helsinki-Vantaan Lentoasema                   | Helsinki          | Finnland       | HEL/EFHK         | 15.948.760      | ▲ 4,4 %                               | ▬ 28.     |
| 29.       | Athen Eleftherios Venizelos Airport           | Athen             | Griechenland   | ATH/LGAV         | 15.196.369      | ▲ 21,2 %                              | ▲ 33.     |
| 30.       | Aéroport International de Genève              | Genf              | Schweiz        | GVA/LSGG         | 14.811.394      | ▲ 5,6 %                               | ▼ 29.     |

### 2013
| Rang 2013 | Flughafen                                     | Stadt             | Land           | Code (IATA/ICAO) | Passagiere 2013 | Passagiere (Veränderung zu 2012 in %) | Rang 2012 |
| --------- | --------------------------------------------- | ----------------- | -------------- | ---------------- | --------------- | ------------------------------------- | --------- |
| 1.        | London Heathrow Airport                       | London            | Großbritannien | LHR/EGLL         | 72.332.160      | ▲ 3,3 %                               | ▬ 1.      |
| 2.        | Aéroport Paris-Charles de Gaulle              | Paris             | Frankreich     | CDG/LFPG         | 62.289.665      | ▲ 1,1 %                               | ▬ 2.      |
| 3.        | Flughafen Frankfurt Main                      | Frankfurt am Main | Deutschland    | FRA/EDDF         | 58.036.948      | ▲ 0,9 %                               | ▬ 3.      |
| 4.        | Luchthaven Schiphol                           | Amsterdam         | Niederlande    | AMS/EHAM         | 52.569.250      | ▲ 3,0 %                               | ▬ 4.      |
| 5.        | Istanbul Atatürk Airport                      | Istanbul          | Türkei         | IST/LTBA         | 51.172.626      | ▲ 13,7 %                              | ▲ 6.      |
| 6.        | Aeropuerto de Madrid Barajas                  | Madrid            | Spanien        | MAD/LEMD         | 39.729.027      | ▼ 12,1 %                              | ▼ 5.      |
| 7.        | Flughafen München                             | München           | Deutschland    | MUC/EDDM         | 38.672.644      | ▲ 0,8 %                               | ▬ 7.      |
| 8.        | Aeroporto di Roma-Fiumicino Leonardo da Vinci | Rom               | Italien        | FCO/LIRF         | 36.166.345      | ▼ 2,2 %                               | ▬ 8.      |
| 9.        | London Gatwick Airport                        | London            | Großbritannien | LGW/EGKK         | 35.433.178      | ▲ 3,5 %                               | ▲ 10.     |
| 10.       | Aeropuerto de Barcelona El Prat               | Barcelona         | Spanien        | BCN/LEBL         | 35.210.735      | ▲ 0,2 %                               | ▼ 9.      |
| 11.       | Domodedovo International Airport              | Moskau            | Russland       | DME/UUDD         | 30.760.000      | ▲ 9,2 %                               | ▬ 11.     |
| 12.       | Sheremetyevo International Airport            | Moskau            | Russland       | SVO/UUEE         | 29.256.000      | ▲ 11,7 %                              | ▲ 13.     |
| 13.       | Aéroport Paris-Orly                           | Paris             | Frankreich     | ORY/LFPO         | 28.274.154      | ▲ 3,8 %                               | ▼ 12.     |
| 14.       | Flughafen Zürich                              | Zürich            | Schweiz        | ZRH/LSZH         | 24.865.138      | ▲ 0,3 %                               | ▬ 14.     |
| 15.       | Kastrup Lufthavn                              | Kopenhagen        | Dänemark       | CPH/EKCH         | 24.067.030      | ▲ 3,1 %                               | ▬ 15.     |
| 16.       | Oslo Lufthavn Gardermoen                      | Oslo              | Norwegen       | OSL/ENGM         | 22.956.540      | ▲ 4,0 %                               | ▲ 18.     |
| 17.       | Aeropuerto de Son San Juan                    | Palma de Mallorca | Spanien        | PMI/LEPA         | 22.768.082      | ▲ 0,4 %                               | ▼ 16.     |
| 18.       | Flughafen Wien-Schwechat                      | Wien              | Österreich     | VIE/LOWW         | 21.999.926      | ▼ 0,7 %                               | ▼ 17.     |
| 19.       | Flughafen Düsseldorf                          | Düsseldorf        | Deutschland    | DUS/EDDL         | 21.228.226      | ▲ 1,9 %                               | ▬ 19.     |
| 20.       | Manchester Airport                            | Manchester        | Großbritannien | MAN/EGCC         | 20.682.907      | ▲ 4,8 %                               | ▬ 20.     |
| 21.       | Stockholm/Arlanda                             | Stockholm         | Schweden       | ARN/ESSA         | 20.681.554      | ▲ 5,3 %                               | ▬ 21.     |
| 22.       | Dublin Airport                                | Dublin            | Irland         | DUB/EIDW         | 20.200.000      | ▲ 5,8 %                               | ▬ 22.     |
| 23.       | Flughafen Berlin-Tegel                        | Berlin            | Deutschland    | TXL/EDDT         | 19.591.838      | ▲ 7,9 %                               | ▲ 25.     |
| 24.       | Brussels Airport                              | Brüssel           | Belgien        | BRU/EBBR         | 19.133.222      | ▲ 0,9 %                               | ▼ 23.     |
| 25.       | Aeroporto di Milano-Malpensa                  | Mailand           | Italien        | MXP/LIMC         | 17.955.075      | ▼ 3,1 %                               | ▼ 24.     |
| 26.       | London Stansted Airport                       | London            | Großbritannien | STN/EGSS         | 17.849.071      | ▲ 2,2 %                               | ▬ 26.     |
| 27.       | Aeroporto da Portela                          | Lissabon          | Portugal       | LIS/LPPT         | 16.024.955      | ▲ 4,7 %                               | ▬ 27.     |
| 28.       | Helsinki-Vantaan Lentoasema                   | Helsinki          | Finnland       | HEL/EFHK         | 15.279.043      | ▲ 2,8 %                               | ▬ 28.     |
| 29.       | Aéroport International de Genève              | Genf              | Schweiz        | GVA/LSGG         | 14.028.398      | ▲ 3,9 %                               | ▲ 30.     |
| 30.       | Hamburg Airport                               | Hamburg           | Deutschland    | HAM/EDDH         | 13.502.939      | ▼ 1,4 %                               | ▼ 29.     |

### 2012
| Rang 2012 | Flughafen                                     | Stadt             | Land           | Code (IATA/ICAO) | Passagiere 2012 | Passagiere (Veränderung zu 2011 in %) | Rang 2011 |
| --------- | --------------------------------------------- | ----------------- | -------------- | ---------------- | --------------- | ------------------------------------- | --------- |
| 1.        | London Heathrow Airport                       | London            | Großbritannien | LHR/EGLL         | 70.037.417      | ▲ 0,9 %                               | ▬ 1.      |
| 2.        | Aéroport Paris-Charles de Gaulle              | Paris             | Frankreich     | CDG/LFPG         | 61.611.934      | ▲ 1,1 %                               | ▬ 2.      |
| 3.        | Flughafen Frankfurt Main                      | Frankfurt am Main | Deutschland    | FRA/EDDF         | 57.520.001      | ▲ 1,9 %                               | ▬ 3.      |
| 4.        | Luchthaven Schiphol                           | Amsterdam         | Niederlande    | AMS/EHAM         | 51.035.590      | ▲ 2,6 %                               | ▬ 4.      |
| 5.        | Aeropuerto de Madrid Barajas                  | Madrid            | Spanien        | MAD/LEMD         | 45.190.528      | ▼ 9,0 %                               | ▬ 5.      |
| 6.        | Istanbul Atatürk Airport                      | Istanbul          | Türkei         | IST/LTBA         | 44.992.420      | ▲ 20,2 %                              | ▲ 8.      |
| 7.        | Flughafen München                             | München           | Deutschland    | MUC/EDDM         | 38.360.604      | ▲ 1,6 %                               | ▼ 6.      |
| 8.        | Aeroporto di Roma-Fiumicino Leonardo da Vinci | Rom               | Italien        | FCO/LIRF         | 36.980.911      | ▼ 1,8 %                               | ▼ 7.      |
| 9.        | Aeropuerto de Barcelona El Prat               | Barcelona         | Spanien        | BCN/LEBL         | 35.144.503      | ▲ 2,2 %                               | ▬ 9.      |
| 10.       | London Gatwick Airport                        | London            | Großbritannien | LGW/EGKK         | 34.235.982      | ▲ 1,7 %                               | ▬ 10.     |
| 11.       | Domodedovo International Airport              | Moskau            | Russland       | DME/UUDD         | 28.165.657      | ▲ 9,6 %                               | ▲ 12.     |
| 12.       | Aéroport Paris-Orly                           | Paris             | Frankreich     | ORY/LFPO         | 27.232.263      | ▲ 0,3 %                               | ▼ 11.     |
| 13.       | Sheremetyevo International Airport            | Moskau            | Russland       | SVO/UUEE         | 26.032.975      | ▲ 16,5 %                              | ▲ 16.     |
| 14.       | Flughafen Zürich                              | Zürich            | Schweiz        | ZRH/LSZH         | 24.802.466      | ▲ 1,9 %                               | ▼ 13.     |
| 15.       | Kastrup Lufthavn                              | Kopenhagen        | Dänemark       | CPH/EKCH         | 23.336.187      | ▲ 2,7 %                               | ▬ 15.     |
| 16.       | Aeropuerto de Son San Juan                    | Palma de Mallorca | Spanien        | PMI/LEPA         | 22.666.858      | ▼ 0,3 %                               | ▼ 14.     |
| 17.       | Flughafen Wien-Schwechat                      | Wien              | Österreich     | VIE/LOWW         | 22.165.794      | ▲ 5,0 %                               | ▬ 17.     |
| 18.       | Oslo Lufthavn Gardermoen                      | Oslo              | Norwegen       | OSL/ENGM         | 22.080.433      | ▲ 4,6 %                               | ▬ 18.     |
| 19.       | Flughafen Düsseldorf                          | Düsseldorf        | Deutschland    | DUS/EDDL         | 20.833.246      | ▲ 2,4 %                               | ▬ 19.     |
| 20.       | Manchester Airport                            | Manchester        | Großbritannien | MAN/EGCC         | 19.736.502      | ▲ 4,5 %                               | ▲ 22.     |
| 21.       | Stockholm/Arlanda                             | Stockholm         | Schweden       | ARN/ESSA         | 19.642.029      | ▲ 3,0 %                               | ▬ 21.     |
| 22.       | Dublin Airport                                | Dublin            | Irland         | DUB/EIDW         | 19.099.649      | ▲ 1,9 %                               | ▲ 24.     |
| 23.       | Brussels Airport                              | Brüssel           | Belgien        | BRU/EBBR         | 18.971.332      | ▲ 1,0 %                               | ▬ 23.     |
| 24.       | Aeroporto di Milano-Malpensa                  | Mailand           | Italien        | MXP/LIMC         | 18.537.301      | ▼ 4,0 %                               | ▼ 20.     |
| 25.       | Flughafen Berlin-Tegel                        | Berlin            | Deutschland    | TXL/EDDT         | 18.164.203      | ▲ 7,4 %                               | ▲ 26.     |
| 26.       | London Stansted Airport                       | London            | Großbritannien | STN/EGSS         | 17.472.699      | ▼ 3,2 %                               | ▼ 25.     |
| 27.       | Aeroporto da Portela                          | Lissabon          | Portugal       | LIS/LPPT         | 15.301.176      | ▲ 3,5 %                               | ▲ 28.     |
| 28.       | Helsinki-Vantaan Lentoasema                   | Helsinki          | Finnland       | HEL/EFHK         | 14.858.215      | ▼ 0,1 %                               | ▼ 27.     |
| 29.       | Hamburg Airport                               | Hamburg           | Deutschland    | HAM/EDDH         | 13.697.690      | ▲ 1,0 %                               | ▲ 30.     |
| 30.       | Aéroport International de Genève              | Genf              | Schweiz        | GVA/LSGG         | 13.496.370      | ▲ 6,1 %                               | ▲ 31.     |

### 2011
| Rang 2011 | Flughafen                                     | Stadt             | Land           | Code (IATA/ICAO) | Passagiere 2011 | Passagiere (Veränderung zu 2010 in %) |
| --------- | --------------------------------------------- | ----------------- | -------------- | ---------------- | --------------- | ------------------------------------- |
| 1.        | London Heathrow Airport                       | London            | Großbritannien | LHR/EGLL         | 69.433.230      | ▲ 5,4 %                               |
| 2.        | Aéroport Paris-Charles de Gaulle              | Paris             | Frankreich     | CDG/LFPG         | 60.970.551      | ▲ 4,8 %                               |
| 3.        | Flughafen Frankfurt Main                      | Frankfurt am Main | Deutschland    | FRA/EDDF         | 56.436.255      | ▲ 6,5 %                               |
| 4.        | Luchthaven Schiphol                           | Amsterdam         | Niederlande    | AMS/EHAM         | 49.755.252      | ▲ 10,0 %                              |
| 5.        | Aeropuerto de Madrid Barajas                  | Madrid            | Spanien        | MAD/LEMD         | 49.671.270      | ▼ 0,4 %                               |
| 6.        | Flughafen München                             | München           | Deutschland    | MUC/EDDM         | 37.763.701      | ▲ 8,8 %                               |
| 7.        | Aeroporto di Roma-Fiumicino Leonardo da Vinci | Rom               | Italien        | FCO/LIRF         | 37.651.700      | ▲ 3,6 %                               |
| 8.        | Istanbul Atatürk Airport                      | Istanbul          | Türkei         | IST/LTBA         | 37.452.187      | ▲ 16,3 %                              |
| 9.        | Aeropuerto de Barcelona El Prat               | Barcelona         | Spanien        | BCN/LEBL         | 34.398.226      | ▲ 17,8 %                              |
| 10.       | London Gatwick Airport                        | London            | Großbritannien | LGW/EGKK         | 33.674.264      | ▲ 7,3 %                               |
| 11.       | Aéroport Paris-Orly                           | Paris             | Frankreich     | ORY/LFPO         | 27.139.076      | ▲ 7,7 %                               |
| 12.       | Domodedovo International Airport              | Moskau            | Russland       | DME/UUDD         | 25.701.610      | ▲ 15,5 %                              |
| 13.       | Flughafen Zürich                              | Zürich            | Schweiz        | ZRH/LSZH         | 24.337.954      | ▲ 6,4 %                               |
| 14.       | Aeropuerto de Son San Juan                    | Palma de Mallorca | Spanien        | PMI/LEPA         | 22.726.707      | ▲ 7,6 %                               |
| 15.       | Kastrup Lufthavn                              | Kopenhagen        | Dänemark       | CPH/EKCH         | 22.725.517      | ▲ 5,7 %                               |
| 16.       | Sheremetyevo International Airport            | Moskau            | Russland       | SVO/UUEE         | 22.351.317      | ▲ 16,9 %                              |
| 17.       | Flughafen Wien-Schwechat                      | Wien              | Österreich     | VIE/LOWW         | 21.106.292      | ▲ 7,2 %                               |
| 18.       | Oslo Lufthavn Gardermoen                      | Oslo              | Norwegen       | OSL/ENGM         | 21.103.623      | ▲ 10,5 %                              |
| 19.       | Flughafen Düsseldorf                          | Düsseldorf        | Deutschland    | DUS/EDDL         | 20.339.466      | ▲ 7,1 %                               |
| 20.       | Aeroporto di Milano-Malpensa                  | Mailand           | Italien        | MXP/LIMC         | 19.303.131      | ▲ 1,9 %                               |
| 21.       | Stockholm/Arlanda                             | Stockholm         | Schweden       | ARN/ESSA         | 19.069.065      | ▲ 12,4 %                              |
| 22.       | Manchester Airport                            | Manchester        | Großbritannien | MAN/EGCC         | 18.892.756      | ▲ 6,4 %                               |
| 23.       | Brussels Airport                              | Brüssel           | Belgien        | BRU/EBBR         | 18.786.034      | ▲ 9,3 %                               |
| 24.       | Dublin Airport                                | Dublin            | Irland         | DUB/EIDW         | 18.740.593      | ▲ 1,7 %                               |
| 25.       | London Stansted Airport                       | London            | Großbritannien | STN/EGSS         | 18.052.843      | ▼ 2,8 %                               |
| 26.       | Flughafen Berlin-Tegel                        | Berlin            | Deutschland    | TXL/EDDT         | 16.919.820      | ▲ 12,6 %                              |
| 27.       | Helsinki-Vantaan Lentoasema                   | Helsinki          | Finnland       | HEL/EFHK         | 14.865.871      | ▲ 15,5 %                              |
| 28.       | Aeroporto da Portela                          | Lissabon          | Portugal       | LIS/LPPT         | 14.805.624      | ▲ 5,5 %                               |
| 29.       | Athen Eleftherios Venizelos Airport           | Athen             | Griechenland   | ATH/LGAV         | 14.446.963      | ▼ 5,6 %                               |
| 30.       | Hamburg Airport                               | Hamburg           | Deutschland    | HAM/EDDH         | 13.559.370      | ▲ 4,6 %                               |